# Parafia Wniebowzięcia Najświętszej Maryi Panny w Kampinosie
Parafia pw. Wniebowzięcia Najświętszej Maryi Panny w Kampinosie – parafia rzymskokatolicka w Kampinosie.
Obsługiwana przez księży diecezjalnych.

## Historia
Parafia została erygowana w 1377. Kilka lat później, z terenu parafii, wydzielono parafię  Św. Bartłomieja Apostoła w Pawłowicach i parafię Św. Doroty DM w Zawadach, oraz w 1981 roku Parafię Nawiedzenia NMP w Górkach Kampinoskich.
12 listopada 2020 roku w wyniku zakażenia COVID-19 zmarł ks. kan. Jan Franciszek Sudoł, który był proboszczem parafii od 2007. Został pochowany na cmentarzu parafialnym w Kampinosie 17 listopada 2020 roku. 

### Kościół parafialny
Obecny kościół parafialny został zbudowany z sosny, w stylu polskiego  baroku, w latach 1773–1782, w czasie poręby starodrzewu. Konsekracji kościoła dokonał biskup Antonin Pobóg Malinowski 15 lipca 1791 roku.